# Магмедова, Валентина Фоминична
Валентина Фоминична Магмедова (Приступа) (укр. Валентина Хомівна Магмедова (Приступа), 21 января 1918, Житомир — 19 июня 1991, Харьков) — советская и украинская художница (живописец).

## Биография
Родилась в 1918 году в городе Житомир в семье политического деятеля. В 1936—1940 годах училась в Харьковском художественном училище. В октябре 1940 года была осуждена на 7 лет концентрационных лагерей и 5 лет ссылки как член семьи репрессированных родителей и за антисоветскую агитацию. Работала художником производственных мастерских (1941—44; Омск), художником-оформителем Государственного драматического театра (1944—45; Бузулук), главным художником Государственного драматического театра (1945−46; Сызрань). После освобождения из заключения в 1947 году работала художником в театре Серноводска, в 1948—1953 годах находилась в ссылке в селе Береке Харьковской области. Реабилитирована в 1960 году.
Возобновила творческую деятельность в 1970-х годах. С 1976 года выставляла свои работы на областных и республиканских художественных выставках. С 1977 года член Харьковской организации Союза художников Украины.
Персональные выставки состоялись в 1977, 1991 и 2000 годах. Творческие работы Валентины Магмедовой хранятся в музеях Украины (Киев, Харьков), а также в частных собраниях.